# Hormopeza virgator
Hormopeza virgator är en tvåvingeart som beskrevs av Axel Leonard Melander 1927. Hormopeza virgator ingår i släktet Hormopeza och familjen dansflugor.
Artens utbredningsområde är Idaho. Inga underarter finns listade i Catalogue of Life.